# Less Talk, More Rock
Less Talk, More Rock es el segundo álbum de estudio de la banda de punk canadiense Propagandhi. Se publicó en 1996 a través de la discográfica Fat Wreck Chords. 
Fue el último disco del grupo con el bajista John K. Samson, que dejaría la banda en el año 1997.

## Lista de canciones
1. "Apparently, I'm a "P.C. Fascist" (Because I Care About Both Human and Non-Human Animals)" – 1:47
2. "Nailing Descartes to the Wall/(Liquid) Meat Is Still Murder" – 1:04
3. "Less Talk, More Rock" – 1:37
4. "Anchorless" – 1:39
5. "Rio De San Atlanta, Manitoba" – 0:39
6. "A Public Dis-Service Announcement from Shell" – 1:25
7. "...And We Thought Nation States Were a Bad Idea" – 2:24
8. "I Was a Pre-Teen McCarthyist" – 2:32
9. "Resisting Tyrannical Government" – 2:15
10. "Gifts" – 2:03
11. "The Only Good Fascist Is a Very Dead Fascist" – 1:10
12. "A People's History of the World" – 2:21
13. "The State-Lottery" – 2:13
14. "Refusing to Be a Man" – 2:40

## Personal
- Chris Hannah - Guitarra y voz
- Jord Samolesky - Batería
- John K. Samson - Bajo